# Harlequin
Harlequin (coneguda com Dark Forces als Estats Units) és una pel·lícula de thriller australiana de 1980 dirigida per Simon Wincer i protagonitzada per Robert Powell, Carmen Duncan, David Hemmings i Broderick Crawford. La pel·lícula és un relat modern de la figura històrica Rasputín.

## Sinopsi
Un prometedor senador dels Estats Units, Nick Rast, té un fill petit que està malalt terminal amb leucèmia. Un misteriós curandero, Gregory Wolfe, apareix i sembla curar el noi. La dona de Rast, Sandy, s'enamora de Wolfe, però els poderosos interessos darrere de la carrera de Rast, representats pel monstre geriàtric, Doc Wheelan, estan menys contents amb els esdeveniments.

## Repartiment
- Robert Powell - Gregory Wolfe
- David Hemmings - Nick Rast
- Broderick Crawford - Doc Wheelan
- Carmen Duncan - Sandy Rast
- Alyson Best - Alice
- Alan Cassell - Mr Porter
- Mark Spain - Alex Rast

## Producció

### Desenvolupament
Simon Wincer i Everett De Roche havien col·laborat anteriorment a Snapshot, però no estaven contents amb la pel·lícula ja que es va fer amb tanta pressa. Van decidir fer una altra pel·lícula, van tenir sis idees i finalment van escollir The Minister's Musician, una versió moderna de la història de Rasputín. Van fer un tractament i Antony I. Ginnane es va implicar com a productor.
Everett de Roche va fer originalment un primer esborrany de 400 pàgines en què el personatge central, Gregory Wolfe, era un sacerdot. Quan els productors van enviar el guió als EUA, estaven preocupats que això dificultés la comercialització de la pel·lícula als països catòlics, així que es va canviar. El guió es va donar a alguns escriptors nord-americans per treballar-hi, però Wincer no estava content amb els canvis. Com que de Roche no estava disponible, Wincer va repassar el guió amb Russell Hagg encara que més tard va dir que l'hauria preferit si De Roche hagués fet la feina.

### Càsting
El guió va ser escrit tenint en compte David Bowie per al paper principal i es van mantenir converses amb Bowie, però els cineastes es van fer enrere a l'últim moment i van preferir Robert Powell. L'opció original per al paper del senador va ser Orson Welles, però ell volia 80.000 dòlars setmanals durant dues setmanes, així que Broderick Crawford va ser elegit en el seu lloc.

### Rodatge
Va ser la primera pel·lícula finançada pel recentment creat West Australian Film Council. El finançament també va venir de l'Australian Film Commission, Greater Union, Ace Theatres of Western Australia i Pact Productions, amb els 50.000 dòlars finals procedents de Hemdale. Va ser la primera de diverses pel·lícules que Ginnane faria amb Hemdale.
La pel·lícula es va rodar a finals de 1979 durant sis setmanes, utilitzant Panavision. Es va rodar a Austràlia Occidental gràcies a la participació del Consell de Cinema d'Austràlia Occidental, que es va estimar que va proporcionar 100.000 dòlars a la producció.
La pel·lícula fa un gran esforç per dissimular el fet que està ambientada a Austràlia, inclòs doblar la veu d'Alan Cassel amb accent americà i referir-se al sistema polític estatunidenc. Això va ser controvertit en aquell moment perquè es va fer amb diners dels contribuents australians.

## Recepció
La pel·lícula va tenir un mal rendiment a la taquilla australiana, però va tenir molt èxit a l'estranger. Simon Wincer diu que va tenir un èxit particular a Amèrica del Sud, en part a causa de la popularitat de Robert Powell allà.

### Premis
| Premi                                                       | Categoria                                   | Subjecte                        | Resultat  |
| ----------------------------------------------------------- | ------------------------------------------- | ------------------------------- | --------- |
| Premis AACTA (Premis AFI 1980)                              | Millor direcció                             | Simon Wincer                    | Nominat   |
| Premis AACTA (Premis AFI 1980)                              | Millor actriu                               | Carmen Duncan                   | Nominat   |
| Premis AACTA (Premis AFI 1980)                              | Millor edició                               | Adrian Carr                     | Nominat   |
| Premis AACTA (Premis AFI 1980)                              | Millor disseny de producció                 | Bernard Hides                   | Nominat   |
| Premis AACTA (Premis AFI 1980)                              | Millor disseny de vestuari                  | Terry Ryan                      | Nominat   |
| Premi Saturn                                                | Millor pel·lícula internacional             | Millor pel·lícula internacional | Nominat   |
| XIII Festival Internacional de Cinema Fantàstic i de Terror | Medalla Sitges al millor guió               | Everett De Roche                | Guanyador |
| XIII Festival Internacional de Cinema Fantàstic i de Terror | Medalla Sitges a la millor fotografia       | Gary Hansen                     | Guanyador |
| XIII Festival Internacional de Cinema Fantàstic i de Terror | Premi del Jurat Internacional de la Crítica | Simon Wincer                    | Guanyador |

## Estrena en DVD
A Austràlia, Harlequin va ser estrenada en un DVD de totes les regions de Umbrella Entertainment el dimecres 27 d'octubre de 2004. Es va presentar en una pantalla panoràmica anamòrfica remasteritzada 2.35:1, i les funcions especials eren un comentari d'àudio del director Simon Wincer i el productor Antony I Ginnane, un tràiler teatral i una galeria de fotos.
Als Estats Units, Harlequin va ser llançada com a Dark Forces per Image Ent. el 8 de juny de 2004. Es va presentar en pantalla panoràmica 2.35:1, amb galeria fotogràfica darrere dels bastidors, filmografies, banda sonora aïllada i comentaris d'àudio del director Simon Wincer i del productor Antony I. Ginnane. Va ser llançat en Blu-ray als EUA per Scorpion Releasing el 29 d'octubre de 2013 sota el seu títol original.